# Raúl Alberto Lastiri

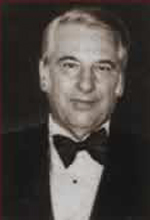
Raúl Alberto Lastiri (1973)

Raúl Alberto Lastiri (* 11. September 1915 in Buenos Aires; † 11. Dezember 1978 in Buenos Aires) war ein argentinischer Politiker.
Er war Präsident der Abgeordnetenkammer und provisorischer Präsident von Argentinien für drei Monate nach dem Rücktritt von Héctor José Cámpora im Jahre 1973. Er veranlasste Neuwahlen und übergab die Präsidentschaft an Juan Domingo Perón.
Raúl Lastiri wurde nachgesagt, Verbindung zur italienischen Geheimloge Propaganda Due von Licio Gelli zu haben.